# Simulateur de vol de combat (jeu vidéo)
Cet article concerne les jeux vidéo. Pour les simulateurs de l'aviation militaire, voir Simulateur de vol de combat.
 (juin 2022).
Si vous disposez d'ouvrages ou d'articles de référence ou si vous connaissez des sites web de qualité traitant du thème abordé ici, merci de compléter l'article en donnant les références utiles à sa vérifiabilité et en les liant à la section « Notes et références ».

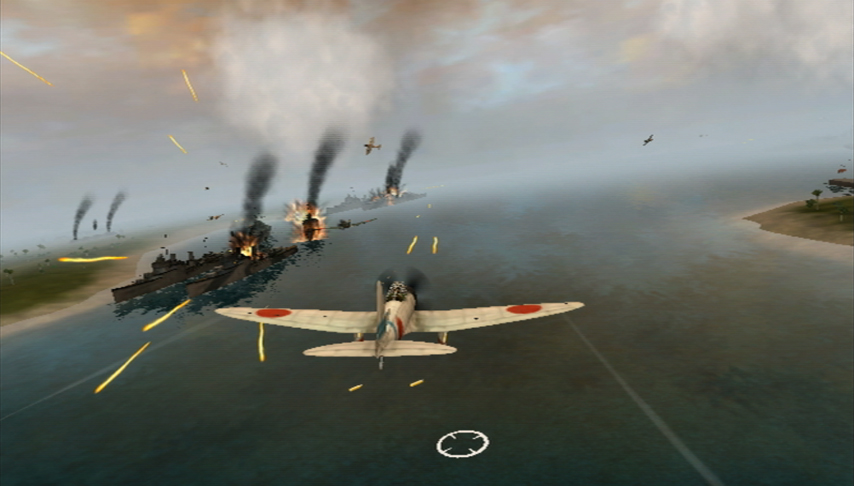
Capture d'écran du jeu vidéo Pearl Harbor Trilogy - 1941: Red Sun Rising (Legendo Entertainment).

Les simulateurs de vol de combat, aussi appelés simulateurs de combat aérien, sont des jeux vidéo de simulation de vol qui permettent à un ou plusieurs joueurs de simuler des combats aériens se déroulant lors de conflits historiques ou fictifs. Ce type de simulateur de vol permet ainsi de représenter des missions d'entraînement, des combats tournoyants entre chasseurs (connus aussi sous l'anglicisme dogfights), des missions de bombardement ou de reconnaissance, etc..

## Description générale
Tout comme d'autres simulateurs de vol à usage domestique (comme le célèbre Microsoft Flight Simulator, surtout destiné à la simulation de l'aviation civile et donc ne rentrant pas dans cette catégorie) les simulateurs de vol de combat sont conçus pour être installés et utilisés en fonction de leur conception d'origine : en général, ou bien ils sont conçus pour un ordinateur personnel (ou « PC ») ou bien ils le sont pour une console de jeux vidéo. Il existe tout de même quelques exceptions, où un simulateur conçu à l'origine pour PC se voit à un moment donné adapté à une console de jeux, ou l'inverse. Quoi qu'il en soit la plupart des simulateurs de vol de combat ayant un minimum de rigueur, avec des modèles de vol réalistes et des vues internes des cabines de pilotage, sont conçus pour être installés et utilisés sur des ordinateurs personnels. La plupart des jeux de simulation de vol pour console, même s'ils sont parfois présentés comme des « simulateurs de vol », sont en réalité des jeux d'arcade, avec un modèle de vol offrant une expérience plus ludique que réaliste et avec un usage majoritaire des vues externes, où le joueur voit son avion de l'extérieur et non pas de l'intérieur de la cabine. After Burner, où le joueur contrôle un F-14 Tomcat en vue externe, est un exemple célèbre de jeu d'arcade qui ne constitue pas un vrai simulateur de combat aérien.
Même s'il existe des simulateurs de vol de combat consacrés au pilotage de vaisseaux spatiaux ou autres véhicules fictifs (comme le simulateur X-Wing, se déroulant dans l'univers de Star Wars) quasiment tous les simulateurs de vol de combat se basent sur des conflits ayant réellement eu lieu au XXe ou au XXIe siècle, où l'aviation militaire a eu un rôle à jouer (par exemple Combat Flight Simulator 2 ou IL-2 Sturmovik, tous les deux offrant la possibilité de piloter des avions de la Seconde Guerre mondiale). Néanmoins certains simulateurs permettent de piloter des avions ou des hélicoptères qui, même s'ils correspondent à des modèles réellement existants, peuvent être, dans le jeu, pilotés lors de conflits fictifs, comme dans Falcon 4.0 ou Lock On: Modern Air Combat, des simulateurs consacrés à des avions de la fin du XXe siècle et du début du XXIe siècle, mais transposés dans des conflits n'existant pas ou n'ayant pas existé dans la réalité. Il est possible tout de même de les utiliser pour représenter des conflits réels.

## Historique
Les premiers jeux vidéo de simulation de vol de combat sont apparus autour de 1976 aux États-Unis et constituent l'un des plus anciens genres de jeu vidéo. Dans le dernier tiers du XXe siècle les simulations de combat aérien étaient surtout réduites à être jouées en solo (par un seul joueur), mais dès les années 1990 et, surtout, les toutes premières années du XXIe siècle, les simulateurs connaissent de plus en plus le mode multijoueur, où de nombreux pilotes virtuels peuvent s'affronter entre eux par équipes qui prennent, en toute logique, le nom d'« escadrilles » (on les appelle surtout des « escadrilles virtuelles » pour les distinguer des vraies unités militaires appelées « escadrilles »).

## Typologie
On peut classer les jeux de simulation de combat aérien selon différents critères : la période historique dans laquelle se situe le simulateur, le type d'avion ou d'hélicoptère sur lequel il se spécialise, le degré de réalisme ou s'il est disponible uniquement en solo ou aussi en multijoueur (parmi d'autres critères possibles). La liste d'exemples suivante suit un critère historique de classification. Sur la liste les simulateurs sont regroupés par conflit ou période historique. L'ordre d'apparition au sein de chaque groupe suit l'ordre chronologique du lancement de chaque simulateur dans le marché :

### Première Guerre mondiale
- Knights of the Sky, par MicroProse (1990)
- Red Baron, par Sierra Entertainment (1990)
- Dawn Patrol, par Rowan Software (1994)
- Wings of Glory, par Origin Systems (1994)
- Flying Corps, par Empire Interactive (1996)
- Red Baron II, par Sierra (1997)
- Red Baron 3D, par Sierra (1998)
- First Eagles: The Great War 1918, par Third Wire (2007)
- Rise of Flight: The First Great Air War, par 777 Studios (2009)
- Air Conflicts: Secret Wars (2011)

### Seconde Guerre mondiale
- Their Finest Hour, par LucasFilm Games (1989)
- Chuck Yeager's Air Combat, par Electronic Arts (1991)
- Secret Weapons of the Luftwaffe, par LucasFilm Games (1991)
- Aces of the Pacific, par Dynamix Sierra (1992)
- B-17 Flying Fortress, par Vektor Grafix (1992)
- Aces Over Europe, par Sierra (1993)
- 1942: The Pacific Air War, par Microprose (1994)
- Air Warrior, par Kesmai (1995)
- Fighter Ace, par VR-1 Russia/BST Soft (1997)
- European Air War, par Microprose (1998)
- Combat Flight Simulator WWII Europe Series, par Microsoft Games Studio (1998)
- Fighter Squadron: The Screamin' Demons Over Europe, par Parsoft/Activision (1999)
- Jane's WWII Fighters, par Jane's Combat Simulations (1999)
- Aces High, par HiTech Creations (2000)
- B-17 Flying Fortress: The Mighty 8th, par Wayward Design (2000)
- Combat Flight Simulator 2, par Microsoft Games Studio (2000)
- Rowan's Battle of Britain, par Empire Interactive (2000)
- IL-2 Sturmovik, par 1C:Maddox Games (2001)
- Combat Flight Simulator 3, par Microsoft Games Studio (2002)
- Pacific Fighters, par 1C:Maddox Games (2004)
- Battle of Britain II: Wings of Victory, par A2A Simulations (2005)
- IL-2 Sturmovik: 1946, par 1C:Maddox Games (2006)
- IL-2 Sturmovik: Birds of Prey, par Gaijin Entertainment (2009)
- IL-2 Sturmovik: Cliffs of Dover, par 1C:Maddox Games (2011)
- Air Conflicts: Pacific Carriers (2012)
- Birds of Steel, par Gaijin Entertainment (2012)
- IL-2 Sturmovik: Great Battles, par 1C Game Studios (2013)
- IL-2 Sturmovik: Great Battles (2013)
- War Thunder, par Gaijin Entertainment (2013)

### Guerre de Corée
- Chuck Yeager's Air Combat, par Electronic Arts (1991)
- MiG Alley, par Rowan Software (1999)
- War Thunder, par Gaijin Entertainment (2013)

### Guerre du Viêt Nam
- Chuck Yeager's Air Combat, par Electronic Arts (1991)
- Flight of the Intruder, par Spectrum-Holobyte (1991)
- Wings Over Vietnam, par Third Wire (2004)
- Strike Fighters 2: Vietnam, par Third Wire (2009)
- Air Conflicts: Vietnam (2013)

### Avions et hélicoptères modernes
Ces jeux simulent les quatrième et cinquième générations d'avions de chasse.
- F-15 Strike Eagle, par MicroProse (1985)
- F-15 Strike Eagle II, par MicroProse (1989)
- F-22 Interceptor, par Ingram Entertainment (1991)
- F-15 Strike Eagle III, par MicroProse (1993)
- Su-27 Flanker, par Eagle Dynamics et The Fighter Collection (1995)
- EF2000, par Digital Image Design (1995)
- F-22 Lightning II, par NovaLogic (1996)
- F-22 Raptor, par NovaLogic (1997)
- F-22 Air Dominance Fighter, par Digital Image Design (1997)
- Jane's AH-64D Longbow, par Jane's Combat Simulations (1996)
- Jane's Longbow 2, par Jane's Combat Simulations (1997)
- Jane's F-15, par Jane's Combat Simulations (1998)
- Enemy Engaged: Apache vs Havoc, par Razorworks (1998)
- Falcon 4.0, par MicroProse (1998)
- Flanker 2.0, par Eagle Dynamics et The Fighter Collection (1999)
- F-22 Lightning 3, par NovaLogic (1999)
- Jane's F/A-18, par Jane's Combat Simulations (1999)
- Enemy Engaged: RAH-66 Comanche vs. KA-52 Hokum (en), par Razorworks (2000)
- Eurofighter Typhoon (en), par Digital Image Design (2001)
- Lock On: Modern Air Combat, par Eagle Dynamics (2003)
- Falcon 4.0: Allied Force, par Lead Pursuit (2005)
- Digital Combat Simulator, par Eagle Dynamics (2008)
- Tom Clancy's HAWX, par Ubisoft (2009)
- Tom Clancy's HAWX 2, par Ubisoft (2010)
- Apache: Air Assault, par Activision (2010)
- Take On Helicopters, par Bohemia Interactive (2011)
- VTOL VR[1], par Boundless Dynamics, LLC. (2017)
- Ace Combat 7: Skies Unknown, par Bandai (2019)
- Project Wingman (en), par Sector D2 (2020)